# The Veterans
The Veterans waren ein belgisches Rock-Pop-Duo, bestehend aus Gus Roan und Marc Malyster, die auch als Produzenten und Songwriter in Erscheinung traten.

## Geschichte
Vom 1979er Debütalbum wurde zunächst There Ain’t No Age for Rock ’n’ Roll ausgekoppelt. Die Single stieg 1980 in die deutschen und österreichischen Singlecharts. When Bruce Is on the Booze, das vom gleichen Album stammte, verfehlte einen Hitparadenplatz. 1981 veröffentlichten The Veterans das zweite, nach ihnen benannte Album, das weitgehend unbeachtet blieb. Lediglich die Single I’m Jogging konnte sich in den belgischen Charts platzieren.

## Diskografie

### Alben
- 1979: There Ain’t No Age for Rock ’n’ Roll (Lark Records / Gold Records)
- 1981: The Veterans (Lark Records)

### Singles
- 1979: There Ain’t No Age for Rock ’n’ Roll
- 1980: When Bruce Is on the Booze
- 1980: I’m Jogging
- 1981: Funky Freak
- 1982: I’m a Disco Freak